# Розсудов-Кулябко Василь Іванович
Василь Іванович Розсудов-Кулябко (1863 —1930) — театральний актор героїчного плану. Чоловік актриси Аліни Войцехівської.
3 1835 року у трупі М. Старицького, потім у трупах М. Кропивницького (як режисер), у Товаристві братів Тобілевичів, О. Суслова, М. Васильєва-Святошенка.

## Ролі
- Іван в прем'єрі «Катерини» М. Аркаса,
- Богдана Хмельницького і Бурлаки в однойменних п'єсах М. Старицького і І. Карпенка-Карого.